# 虻牛哨站
虻牛哨站是一个京哈线上的铁路车站，位于辽宁省昌图县虻牛乡，建于1911年，目前为五等站，邮政编码为112508。目前客运：办理旅客乘降；不办理行李、包裹托运；不办理货运营业。